# Deutsche Handballmeisterschaft 1954
Die Deutsche Handballmeisterschaft 1954 war die fünfte vom DHB ausgerichtete Endrunde um die Deutsche Meisterschaft im Hallenhandball der Männer. Sie wurde am 13. und 14. Februar 1954 vor 7.000 Zuschauern in der Eissporthalle in Krefeld ausgespielt, in einem Endrundenturnier mit Gruppenphase in der Vorrunde.
Die Hallen-Handballmeisterschaftssaison 1953/54 nahm einen für die meisten Beobachter sehr überraschenden Verlauf: Der TC Frisch Auf Göppingen war erstmals in der Vereinsgeschichte zunächst Verbandsmeister im Württembergischen Landesverband geworden, hatte sich dann als Süddeutscher Meister durchgesetzt und siegte schließlich auch im Finale der Deutschen Meisterschaft gegen den favorisierten Serienmeister der vergangenen Jahre, die SV Polizei Hamburg, mit 10:7.
Damit war eine Wachablösung im Hallenhandball eingeläutet: Die Ära des Polizeisportvereins aus Hamburg war vorüber, in den folgenden Jahren sollten die Göppinger den Handballsport in Deutschland prägen. Maßgeblichen Anteil an diesem Erfolg hatte deren Spielertrainer Bernhard Kempa, dem es gelungen war, ein auffällig junges Team („Kempa-Buben“) zu höchster spielerischer Klasse zu führen. Bemerkenswerterweise gelang noch in derselben Saison 1954 im Feldhandball ebenfalls das Meisterstück, Göppingen war Handball-Doppelmeister 1954.

## Modus
Auch in dieser Endrunde gab es einen neuen Turnier-Modus, diesmal wurde nach den Experimenten der letzten Jahre aber schließlich eine Form gefunden, die dauerhaft für das nächste Jahrzehnt Bestand haben sollte.
Anders als im Vorjahr wurde die Meisterschaft wieder an einem Wochenende und an einem Ort ausgespielt. Das Starterfeld wurde auf sechs Mannschaften verkleinert, qualifiziert waren die Meister der fünf Regionalverbände, dazu der Vizemeister des jeweils gastgebenden Verbandes, in diesem Jahr des Westdeutschen Handballverbands. In zwei Vorrundengruppen qualifizierten sich die jeweils ersten beiden Mannschaften für das Halbfinale, die jeweils Gruppenletzten spielten um Platz fünf.
In der Vorrundengruppe A spielten der TC Frisch Auf Göppingen (Regionalverbandsmeister Süd), die Reinickendorfer Füchse (Regional-/Landesverbandsmeister Berlin) und der RSV Mülheim (Regionalverbandsmeister West).
In der anderen Gruppe trafen der Titelverteidiger SV Polizei Hamburg (Regionalverbandsmeister Nord), der TuS Eintracht Minden (Vizemeister Regionalverband West) und die TSG Haßloch (Regionalverbandsmeister Südwest) aufeinander.
Die Spieldauer betrug 2 × 20 Minuten. Bei Punktegleichstand nach Ende der Vorrunde waren Entscheidungsspiele zur Platzierung vorgesehen, da noch nicht – wie später üblich – die Tordifferenz oder der direkte Vergleich berücksichtigt wurden.

## Turnierverlauf
Während die SV Polizei Hamburg sich wie erwartet souverän durch ihre Vorrunde spielte und den Gegnern einen Klassenunterschied demonstrierte, bahnte sich in der Gruppe A die Sensation an: die Jugendgruppe aus Göppingen schaffte mit einem knappen Erfolg gegen Mülheim den Einzug ins Halbfinale. Und auch der zweite Neuling im Starterfeld, die Reinickendorfer Füchse, deren große Zeit als Füchse Berlin erst Jahrzehnte später kommen sollte, setzte sich gegen den Altmeister aus Mülheim durch.
Schon der Göppinger Erfolg gegen Minden im Halbfinale galt als Überraschung. Da aber Polizei Hamburg im anderen Spiel die Reinickendorfer Füchse souverän in die Schranken gewiesen hatte, war der Verlauf des Finalspiels der beiden Halbfinalsieger in dieser Form nicht erwartet worden, zumal die Göppinger mit dem Entscheidungsspiel gegen die Reinickendorfer Füchse schon mehr Kraft verbraucht hatten. Bis zur Pause des Finales hatte sich dann die jugendliche Unbekümmertheit der Göppinger der Erfahrung der Hamburger zunächst überlegen gezeigt (1:0, 4:1), dann schien sich aber der Spielverlauf zu normalisieren (Halbzeit 4:3), zumal kurz nach Wiederanpfiff der Ausgleich für die Hamburger fiel. Offenbar war aber dies das Weck-Signal für die „Kempa-Buben“, denn innerhalb weniger Minuten nahmen sie die Abwehr des Gegners mit einem 6:0-Lauf völlig auseinander und zogen vorentscheidend auf 10:4 davon. Dass den Hamburgern gegen Ende des Spiels noch drei Tore gelangen, war nur noch Ergebniskosmetik.
Zeitgenössische Beobachter berichteten, dass die Zuschauer in Krefeld begeistert waren von der jugendlichen Spiellust, mit der der Endrunden-Neuling sich präsentierte und „die alterfahrenen Hamburger Polizisten an die Wand spielte“.

### Vorrunde
Vorrundenspiele Gruppe A, 13. Februar
Reinickendorfer Füchse – TC Frisch Auf Göppingen: 8:8
Reinickendorfer Füchse – RSV Mülheim: 6:2
TC Frisch Auf Göppingen – RSV Mülheim: 9:8
Entscheidungsspiel um Platz 1
TC Frisch Auf Göppingen – Reinickendorfer Füchse: 5:4
|    | Abschlusstabelle Gruppe A | Sp. | S | U | N | Tore  | Diff. | Punkte |
| -- | ------------------------- | --- | - | - | - | ----- | ----- | ------ |
| 1. | TC Frisch Auf Göppingen   | 2   | 1 | 1 | 0 | 17:16 | +1    | 3:1    |
| 2. | Reinickendorfer Füchse    | 2   | 1 | 1 | 0 | 14:10 | +4    | 3:1    |
| 3. | RSV Mülheim               | 2   | 0 | 0 | 2 | 10:15 | −5    | 0:4    |

Vorrundenspiele Gruppe B, 13. Februar
TuS Eintracht Minden – TSG Haßloch: 7:4
SV Polizei Hamburg – TuS Eintracht Minden: 11:3
SV Polizei Hamburg – TSG Haßloch: 17:4
|    | Abschlusstabelle Gruppe B | Sp. | S | U | N | Tore  | Diff. | Punkte |
| -- | ------------------------- | --- | - | - | - | ----- | ----- | ------ |
| 1. | SV Polizei Hamburg        | 2   | 2 | 0 | 0 | 28:7  | +21   | 4:0    |
| 2. | TuS Eintracht Minden      | 2   | 1 | 0 | 1 | 10:15 | −5    | 2:2    |
| 3. | TSG Haßloch               | 2   | 0 | 0 | 2 | 8:24  | −16   | 0:4    |

### Finalrunde
Halbfinale, 14. Februar
TC Frisch Auf Göppingen – TuS Eintracht Minden: 8:6
SV Polizei Hamburg – Reinickendorfer Füchse: 7:4
Spiel um Platz fünf, 14. Februar
RSV Mülheim – TSG Haßloch: 6:8
Spiel um Platz drei, 14. Februar
Reinickendorfer Füchse – TuS Eintracht Minden: 13:3
Finale, 14. Februar
TC Frisch Auf Göppingen – SV Polizei Hamburg: 10:7 (Halbzeit: 4:3)